# بیمرز
بیمُرز یک روستا در ایران است که در دهستان نهارجان شهرستان سربیشه واقع شده‌است.